# Lars Kolmodin

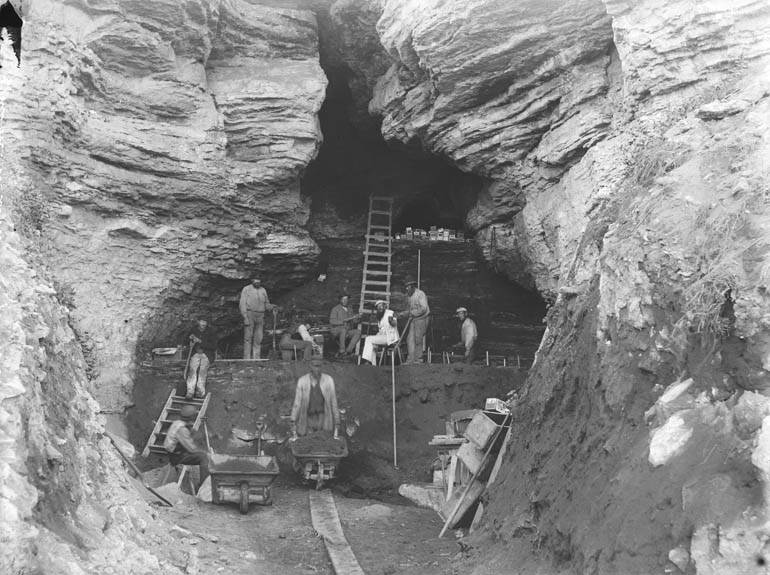
Lars Kolmodin (i vitt) under utgrävningen av grottan Stora Förvar på Stora Karlsö 1891 (Foto: Hjalmar Stolpe).

Lars Kolmodin, född 24 november 1843 i Hellvi, död 13 november 1905 i Visby, var en svensk biolog, läroverksadjunkt och arkeolog. 
Lars Kolmodin disputerade 1869 vid Uppsala universitet och var från 1871 verksam som adjunkt vid Visby högre allmänna läroverk. Vid sidan av sin lärartjänst var han även verksam som fiskeritillsyningsman och blev 1883 Wisby segelsällskaps förste ordförande.

## Sankeapparaten
I sin roll som fiskeritillsyningsman utvecklade Kolmodin den så-kallade "Sankeapparaten", ett mätinstrument för att fastställa på vilket faktiskt djup fiskeredskap drogs på. Den bakomliggande tanken för detta var vetskapen att olika fiskarter rör sig på olika djup, beroende av var i vattenmassan deras huvudsakliga föda finns. Fiskare kan då, genom att veta redskapens djupgående, optimera fångsten. Kolmodin tilldelades pris för sankeapparaten vid Göteborgsutställningen 1891

## Utgrävningen av grottan Stora Förvar
Kolmodins, vetenskapligt sett, mest bestående insats utfördes inom gotländsk arkeologi. Mellan åren 1888 och 1890 ledde han ensam arbetet med att undersöka grottan Stora Förvar på Stora Karlsö. Där hade Willy Wöhler noterat djupa kulturlager i samband med jordtäkt 1887. Åren 1891 och 1892 hade Kolmodin stöd av sin vän och studiekamrat från Uppsala universitet, den professionelle arkeologen Hjalmar Stolpe, men 1893, undersökningarnas sista år, ledde Kolmodin åter arbetet på egen hand. Grottan visade sig innehålla drygt fyra meter tjocka lämningar, främst från stenålder men fynden i de övre lagren visade att den därefter nyttjats kontinuerligt fram till 1800-tal.
De enorma mängderna fynd överfördes till Statens historiska museum, men vare sig Kolmodin eller Stolpe kom att publicera dem då båda dog samma år, 1905. Museets dåvarande huvudman, Kungliga Vitterhetsakademien var väl medvetna om fyndens unika potential och anlitade därför Bror Schnittger till att uppordna, analysera och publicera resultaten. Denne hann emellertid bara publicera en inledande volym innan han själv avled. Arbetet gick då vidare till Schnittgers hustru, Hanna Rydh, som publicerade stora delar av fynden 1940. Både Schnittger och Rydh medtog dock Lars Kolmodin och Hjalmar Stolpes namn i sina respektive publikationers titlar.